# Neottia nankomontana
Neottia nankomontana är en orkidéart som först beskrevs av Noriaki Fukuyama, och fick sitt nu gällande namn av Dariusz Lucjan Szlachetko. Neottia nankomontana ingår i släktet näströtter, och familjen orkidéer. Inga underarter finns listade i Catalogue of Life.